# Octostigma
Octostigma és un petit gènere de diplurs, situat a la seva pròpia família, Octostigmatidae. Conté tres espècies reconegudes.
- Octostigma herbivora Rusek, 1982
- Octostigma sinensis Xie & Yang, 1991
- Octostigma spiniferum Pagés, 2001